# Райт, Томас Дж.
Томас Дж. Райт (англ. Thomas J. Wright) — американский режиссёр и продюсер. Райт режиссировал телесериалы «Тайны Смолвиля», «Холм одного дерева», «Светлячок» и многие другие телепостановки. Также он активно работал над «Тысячелетием» Криса Картера, создав не менее 26 эпизодов. Очевидно, наиболее известной работой Райта стал фильм 1989 года «Все захваты разрешены» с Халком Хоганом.

## Избранная фильмография
- 2005: «Объявлен в розыск»
- 2005: «Холм одного дерева»
- 2005: «Кости»
- 2003: «NCIS»
- 2002: «Тайны Смолвиля»
- 2002: «Похищенные»
- 2000: «C.S.I.: Место преступления»
- 1997: «Светлячок»
- 1996: «Тысячелетие»
- 1995: «Космос: Далёкие уголки»
- 1995: «Человек ниоткуда»
- 1993: «Секретные материалы»
- 1990: «Снег убивает»
- 1989: «Все захваты разрешены»
- 1987: «Max Headroom»
- 1986: «Сумеречная зона»